# オンコール
オンコール（On Call または On-call）とは勤務体系の一つであり、勤務時間外であっても呼び出しに対応できるよう従業員が待機していることを指す。

## 医療業界
病院などの医療施設で採用されており、入院患者の急変時や救急搬送時に勤務時間外であっても呼び出しに対応できるよう医師やコ・メディカルが待機していることを指す。
オンコールは、医師をはじめ、救急担当やオペ室看護師などのコ・メディカルが呼び出しに備えて入浴時や就寝時でも携帯電話を聞こえる場所に置くなど常に待機した状態を指す。オンコールがかかった際には、患者の状態によって口頭で指示するのみで対応できる場合と、実際に医師が病院に出向き処置する場合がある。二次救急以上の頻回に救急車の搬入がある病院では、30分圏内に駆けつけられる場所への居住を義務化しているところが多い。
オンコールの待機時間が「労働時間」に該当する場合、違法となるおそれがあるので注意が必要である。

## IT業界
マネージャーやエンジニアが、ソフトウェアまたはハードウェアの障害に即対応できる体制を指す。
1. ↑  オンコール体制は違法？労働時間の判例・待機手当なし・無給は？